# Heinigen
Heinigen é um município da Alemanha, no distrito de Göppingen, na região administrativa de Estugarda, estado de Baden-Württemberg.